# Monteverdi Sierra
La Monteverdi Sierra è un'autovettura prodotta dalla casa automobilistica svizzera Automobile Monteverdi dal 1977 al 1980. La vettura venne sostituita nel 1983 con la Tiara.

## Descrizione

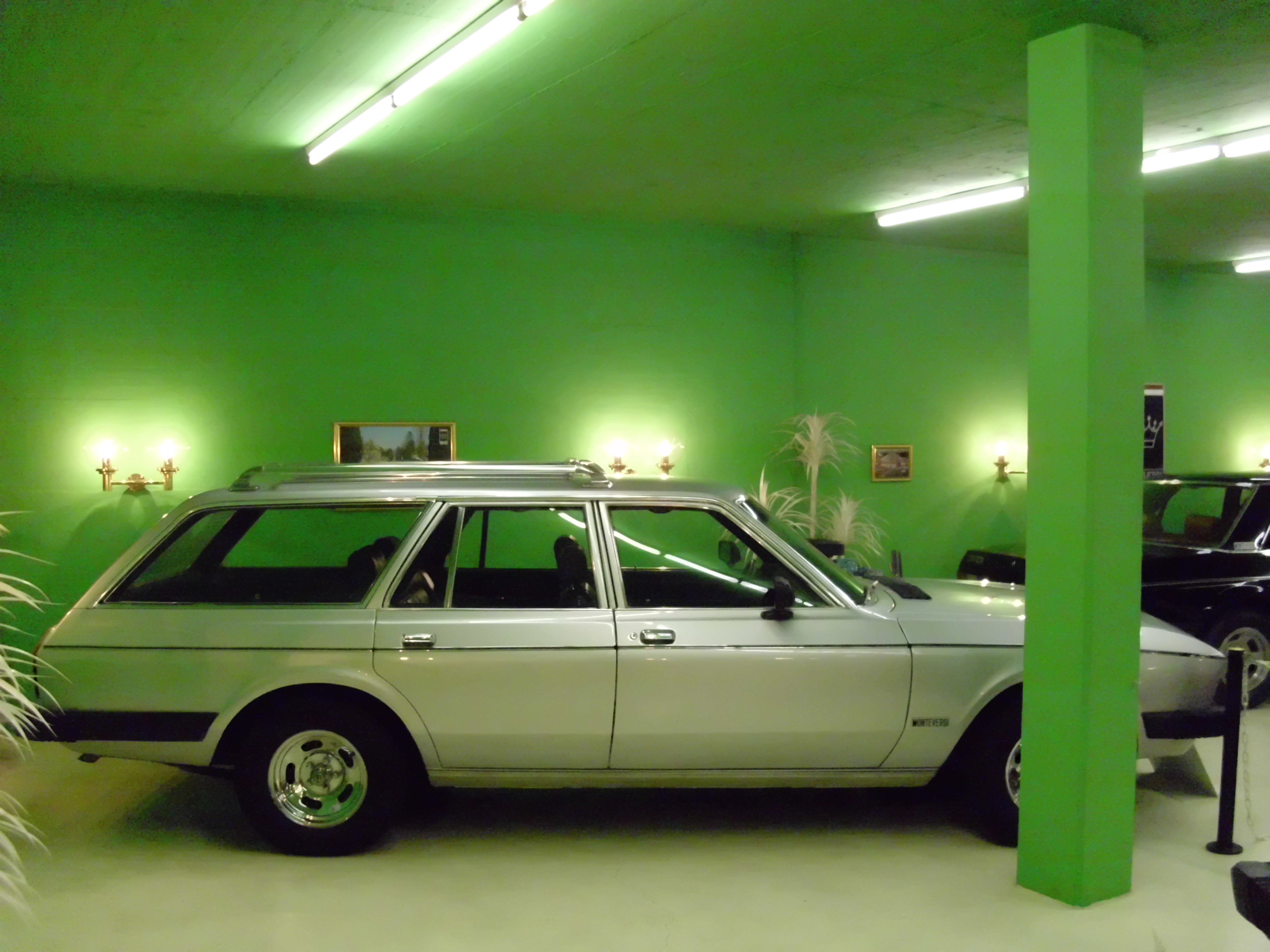
La versione familiare

Basata sul telaio della Dodge Aspen e della Plymouth Volare, oltre alla berlina era disponibile anche con carrozzeria station wagon e cabriolet, con quest'ultima che era stata presentata al salone di Ginevra 1978 ed era basata sulla Dodge Diplomat. La carrozzeria veniva costruita dalla Carrozzeria Fissore, che si occupava di realizzare anche gli interni in pelle. Alcune componenti però provenivano da altre vetture, come i gruppi ottici anteriori derivati dalla Fiat 125, i fanali posteriori dalla Renault 12 e i cerchi in lega della Wolf Race.
Il sistema delle sospensione era stato modificato rispetto alle vetture di origine, infatti in luogo dell'assale rigido con barra di torsione dei modelli Chrysler vi era un sistema con schema indipendente multi braccio con molle elicoidali, ammortizzatori regolabili e barra stabilizzatrice. L'unica motorizzazione disponibile era un propulsore di origine Chrysler Small Block V8 da 5898 cm³ da 175 CV (130 kW) abbinata a una trasmissione automatica Chrysler TorqueFlite A-904 a 3 velocità.